# Октябрський (Губкінський міський округ)
Октябрський (рос. Октябрьский) — хутір у Губкінському районі Бєлгородської області Російської Федерації.
Населення становить 36  осіб. Входить до складу муніципального утворення Губкінський міський округ, Уколовська територіальна адміністрація.

## Історія
Населений пункт розташований у східній частині української суцільної етнічної території — східній Слобожанщині.
Згідно із законом від 20 грудня 2004 року № 159 від у 2004—2007 роках органом місцевого самоврядування було Ніканоровське сільське поселення.

## Населення
| 2002 | 2010 | 2011 | 2013 | 2015 | 2016 |
| ---- | ---- | ---- | ---- | ---- | ---- |
| 48   | ↘47  | →47  | ↘46  | ↘38  | ↘36  |